# Шишино
Ши́шино (рос. Шишино) — селище у складі Топкинського округу Кемеровської області, Росія.
До 1991 року селище називалось Станціонний.

## Населення
Населення — 1212 осіб (2010; 1358 у 2002).
Національний склад (станом на 2002 рік):
- росіяни — 95 %